# 永勝寺 (鴻巣市)
永勝寺（えいしょうじ）は、埼玉県鴻巣市にある曹洞宗の寺院。

## 歴史
1574年（天正2年）、玄越によって開山された。玄越は寺院運営のかたわら新田開発にも尽力した。その功により伊奈忠次から寺領7石及び境内地2,670坪が安堵され、寺運興隆の基となった。これに恩義を感じ、忠次を開基としている。
1745年（延享2年）と1850年（嘉永3年）の火災により、これまでの堂宇は完全に焼失し、現在は1873年（明治6年）に建てられた本堂が残されている。
境内には、「相海上人の入定塚」がある。これは自身も喘息で苦しんでいた相海上人が、咳に苦しむ衆生を救わんと生きながら入定した塚である。現在、相海上人は「咳の神様」として崇敬され、咳が治癒すると竹の小筒にお酒を入れて奉納したという。

## 文化財
- 不動尊像（鴻巣市指定有形文化財 昭和34年1月16日指定）[3]
- 伊奈忠次黒印状（鴻巣市指定有形文化財 昭和34年1月16日指定）[3]
- 入定塚（鴻巣市指定史跡 昭和34年1月16日指定）[3]

## 交通アクセス
- 吹上駅より徒歩19分。